# آزادی وجود ندارد
«آزادی وجود ندارد» (به انگلیسی: No Freedom) ترانه‌ای از دایدو و یکی از قطعه‌های آلبوم سال ۲۰۱۳ او با نام دختری که ول کرد و رفت است. این قطعه در ۱۸ ژانویهٔ ۲۰۱۳ در قالب تک‌آهنگ اصلی آن آلبوم منتشر شد. دایدو و ریک نوولز این قطعه را نوشته و به‌همراه رولو آرمسترانگ تهیه‌کنندگی آن را انجام داده‌اند.
«آزادی وجود ندارد» یک بالاد آکوستیک با تأثیراتی از فولک پاپ است. شعر ترانه در مورد ضرورت اجازه دادن به افراد برای آزادی داشتن در محدودهٔ یک رابطه است. «آزادی وجود ندارد» به شنونده یادآوری می‌کند که آزادی واقعی در درون او و انتخاب‌هایی است که می‌کند.
این قطعه، ترانهٔ محبوب جنگجویان ارتش آزاد سوریه در جریان جنگ داخلی سوریه بود.

## موقعیت در چارت‌های موسیقی

### چارت‌های هفتگی
| چارت (۲۰۱۳)                          | بالاترین جایگاه |
| ------------------------------------ | --------------- |
| بلژیک (اولتراتاپ ۵۰ فلاندرز)         | ۴۳              |
| بلژیک (اولتراتاپ ۵۰ والونی)          | ۱۸              |
| کشورهای مستقل همسود (تاپ‌هیت)         | ۹۹              |
| فرانسه (اس‌ان‌ئی‌پی)                    | ۶۴              |
| آلمان (جدول‌های رسمی آلمان)           | ۵۹              |
| هلند (۱۰۰ تک‌آهنگ برتر)               | ۹۸              |
| روسیه (بیلبورد)                      | ۳۰              |
| اسکاتلند (اوسی‌سی)                    | ۶۱              |
| کره جنوبی (Gaon International Chart) | ۳۰              |
| سوئیس (شوایزر هیت‌پاراد)              | ۲۸              |
| تک‌آهنگ‌های بریتانیا (اوسی‌سی)          | ۵۱              |
| ایرپلی اوکراین (تاپ‌هیت)              | ۴۶              |

### چارت‌های پایان سال
| چارت (۲۰۱۳)             | جایگاه |
| ----------------------- | ------ |
| ایرپلی اوکراین (تاپ‌هیت) | ۱۲۵    |